# 深夜食堂 (2019年电影)
《深夜食堂》（英語：Midnight Diner），是一部于2019年上映的中國剧情片。本片改编自安倍夜郎的同名漫画，由梁家辉導演兼领衔主演，2019年8月30日于中国大陆上映。

## 剧情
讲述了一位在上海小弄堂里经营深夜小餐馆的中年大叔，为每一位到访食客做一份只属于他（她）的食物的暖心故事。食客包括为自己和女朋友的未来日夜奔波的出租车司机、相依为命的母子、因身材自卑不敢去爱的胖女孩、穷苦无依在城市流浪的歌手。而在这些坎坷心酸的遭遇里，大叔的深夜食堂成了慰藉他们的解药。
片中融入了糖藕、辣炒蚬子、蛋饼、鸡汤馄饨、包子等家常美食。蛋饼代表着爱情、馄饨是家的味道、糖藕是疲惫生活中的一点甜，食物背后藏着每个人不可言说的意义。

## 演员
| 演员姓名 | 角色名称 | 介绍                                                                     |
| 梁家辉   | 大叔     | 食堂老板兼厨师                                                           |
| 張立     | 阿龍     | 熟客之一，城管，似乎與食堂老闆在開業以前就認識。                         |
| 魏晨     | 唐宋     | 夜班出租车司机，與思思是青梅竹馬，兩人從外地來到上海賺錢。               |
| 焦俊艳   | 小雪     | “海漂女孩”，從加拿大回國後想要當歌手，在餐館認識阿信。每次都點上海餛飩。 |
| 郑欣宜   | 小美     | 身材肥胖的调香师，經常將減肥掛在嘴邊。                                   |
| 张艺上   | 思思     | 唐宋的青梅竹马，想做模特儿，每次都吃蛋餅。                               |
| 金世佳   | 王虎     |                                                                          |
| 金燕玲   | 莲婶     | 菜市场的海鲜攤老闆，大叔經常會過去跟蓮嬸買菜，與開源母子倆經常吃炒蜆子。 |
| 冯淬帆   | 忠伯     | 常客之一，老上海人，主業是裁縫師。                                       |
| 梁靖康   | 秋凡     |                                                                          |
| 刘涛     | 明月     | 護士，单亲妈妈，因為蓮嬸住院而認識，後來常帶女兒多多來用餐。             |
| 張海齡   | 多多     | 明月的女兒，需要輪椅才能移動。餐館老闆曾做糖藕給她。                     |
| 杨祐宁   | 开源     | 莲婶之子。拳擊手，經蓮嬸介紹認識明月，後來拳擊比賽獲勝後與明月交往。     |
| 杜雨宸   | 安安     |                                                                          |
| 邓超     | 阿信     | 音乐人，在餐館認識歌手小雪，後來兩人一同創作歌曲。                       |
| 彭于晏   | 健身教练 | 小美去健身房減肥的健身教練。                                             |
| 张一白   | 拳击教练 | 開源的拳擊教練。                                                         |
| 陈建州   | 泰哥     | 小美的初恋学长，擅長打籃球。之後與小美在同一間公司上班。                 |
| 郝平     | 金总     | 思思的經紀公司的老闆。                                                   |
| 蒋雯丽   | 金总夫人 |                                                                          |
| 吴廷烨   | 拳手     |                                                                          |